# Tennis Masters Cup 2003 – mužská čtyřhra
Soutěže mužské čtyřhry na Tennis Masters Cupu 2003 se zúčastnilo osm nejlepších párů v klasifikaci dvojic žebříčku ATP.
Deblový titul si připsal nejvýše nasazený americký pár Bob a Mike Bryanovi, jehož členové ve finále zdolali francouzské turnajové šestky Michaëla Llodru a Fabriceho Santora po dramatickém pětisetovém průběhu 6–7, 6–3, 3–6, 7–6 a 6–4. Připsali si tak první titul ze závěrečné události sezóny okruhu ATP Tour.

## Nasazení párů
1. Bob Bryan /  Mike Bryan (vítězové)
2. Mahesh Bhupathi /  Max Mirnyj (základní skupina)
3. Jonas Björkman /  Todd Woodbridge (základní skupina)
4. Mark Knowles /  Daniel Nestor (semifinále)
5. Wayne Arthurs /  Paul Hanley (základní skupina)
6. Michaël Llodra /  Fabrice Santoro (finále)
7. Martin Damm /  Cyril Suk (základní skupina)
8. Gastón Etlis /  Martín Rodríguez (semifinále)

## Soutěž
| Legenda                                                       |                                                                        |                                                   |
| - Q – kvalifikant - WC – divoká karta - LL – šťastný poražený | - Alt – náhradník - SE – zvláštní výjimka - PR/SR – žebříčková ochrana | - w/o – bez boje - r – skreč - d – diskvalifikace |

### Finálová fáze
|  | Semifinále | Semifinále                     | Semifinále                     | Semifinále | Semifinále |   |                            | Finále | Finále | Finále | Finále | Finále |
|  |            |                                |                                |            |            |   |                            |        |        |        |        |        |
|  | 1          | Bob Bryan Mike Bryan           | 6                              | 6          |            |   |                            |        |        |        |        |        |
|  | 8          | Gastón Etlis Martín Rodríguez  | 2                              | 4          |            |   |                            |        |        |        |        |        |
|  | 8          | Gastón Etlis Martín Rodríguez  | 2                              | 4          |            | 1 | Bob Bryan Mike Bryan       | 6      | 6      | 3      |        |        |
|  |            |                                |                                |            |            | 1 | Bob Bryan Mike Bryan       | 6      | 6      | 3      |        |        |
|  |            | 6                              | Michaël Llodra Fabrice Santoro | 78         | 3          | 6 |                            |        |        |        |        |        |
|  | 4          | 6                              | Michaël Llodra Fabrice Santoro | 78         | 3          | 6 | Mark Knowles Daniel Nestor | 1      | 3      |        |        |        |
|  | 4          |                                |                                |            |            |   | Mark Knowles Daniel Nestor | 1      | 3      |        |        |        |
|  | 6          | Michaël Llodra Fabrice Santoro | 6                              | 6          |            |   |                            |        |        |        |        |        |

### Červená skupina
|    |                                | Bryan                   | Björkman Woodbridge | Llodra Santoro     | Damm Suk                | Zápasy | Sety | Hry   | Pořadí |
| 1. | Bob Bryan Mike Bryan           |                         | 4–6, 6–3, 7–6(11–9) | 6–4, 5–7, 6–4      | 7–5, 6–7(0–7), 7–6(7–4) | 3–0    | 6–3  | 54–48 | 1.     |
| 3. | Jonas Björkman Todd Woodbridge | 6–4, 3–6, 6–7(9–11)     |                     | 6–7(1–7), 6–3, 4–6 | 6–3, 6–3                | 1–2    | 4–4  | 43–39 | 3.     |
| 6. | Michaël Llodra Fabrice Santoro | 4–6, 7–5, 4–6           | 7–6(7–1), 3–6, 6–4  |                    | 6–3, 7–6(7–5)           | 2–1    | 5–3  | 44–42 | 2.     |
| 7. | Martin Damm Cyril Suk          | 5–7, 7–6(7–0), 6–7(4–7) | 3–6, 3–6            | 3–6, 6–7(5–7)      |                         | 0–3    | 1–6  | 33–45 | 4.     |

Pořadí bude určeno na základě následujících kritérií: 1) počet vyhraných utkání; 2) počet odehraných utkání; 3) vzájemný poměr utkání u dvou hráčů se stejným počtem výher; 4) procento vyhraných setů, procento vyhraných her u třech hráčů se stejným počtem výher, poté poměr vzájemných utkání 5) postavení na žebříčku ATP.

### Modrá skupina
|    |                               | Bhupathi Mirnyj         | Knowles Nestor          | Arthurs Hanley           | Etlis Rodríguez          | Zápasy | Sety | Hry   | Pořadí |
| 2. | Mahesh Bhupathi Max Mirnyj    |                         | 4–6, 7–6(8–6), 6–7(4–7) | 6–4, 7–6(7–4)            | 4–6, 4–6                 | 1–2    | 3–4  | 38–41 | 3.     |
| 4. | Mark Knowles Daniel Nestor    | 6–4, 6–7(6–8), 7–6(7–4) |                         | 6–4, 6–7(5–7), 7–6(8–6)  | 6–2, 6–1                 | 3–0    | 6–2  | 50–37 | 1.     |
| 5. | Wayne Arthurs Paul Hanley     | 4–6, 6–7(4–7)           | 4–6, 7–6(7–5), 6–7(6–8) |                          | 4–6, 7–6(7–5), 7–6(11–9) | 1–2    | 3–5  | 45–50 | 4.     |
| 8. | Gastón Etlis Martín Rodríguez | 6–4, 6–4                | 2–6, 1–6                | 6–4, 6–7(5–7), 6–7(9–11) |                          | 1–2    | 3–4  | 33–38 | 2.     |

Pořadí bude určeno na základě následujících kritérií: 1) počet vyhraných utkání; 2) počet odehraných utkání; 3) vzájemný poměr utkání u dvou hráčů se stejným počtem výher; 4) procento vyhraných setů, procento vyhraných her u třech hráčů se stejným počtem výher, poté poměr vzájemných utkání 5) postavení na žebříčku ATP.